# Skive
Skive – miasto w Danii, siedziba gminy Skive. Około 20 915 mieszkańców. W mieście znajduje się port lotniczy oraz ośrodek przemysłowy.

## Współpraca
- Ylöjärvi, Finlandia
- Qasigiannguit, Grenlandia
- Kongsvinger, Norwegia
- Arvika, Szwecja